# Стяг (пісня)
Стяг (біл. Сьцяг) — патріотична білоруська пісня , присвячена 
національному прапору Білорусі , слова Сергія Поньзика (білор. Сяргей Панізьнік.) , автор музики невідомий 

## Текст
Оригінал : 
Сьветлым полем я нясу

Агнявую паласу:

Як маланка нада мной

Зiхацiць над галавой

Сьцяг мой вольны,

Сьцяг мой сьмелы,

Сьцяг мой бел-чырвона-белы.

Быў адважны продак мой

У Пагонi баявой.

Той Пагонi чую звон:

Хай нясецца наўздагон

Сьцяг мой вольны,

Сьцяг мой сьмелы,

Сьцяг мой бел-чырвона-белы.

Залунай на ўвесь прасьцяг,

Агнявых вякоў працяг:

Ёсьць Дзяржава, ёсьць Народ!

Разьвiвайся - i ў палёт,

Сьцяг мой вольны,

Сьцяг мой сьмелы,

Сьцяг мой бел-чырвона-белы.
Переклад :
В світлім полі я несу 

Вогняну полосу

Наче грози наді мною

Він блищить над головою

Стяг мій вільний,

Стяг сміливий 

Стяг біло-червоно-білий

Був відважний предок мій

У Погоні бойовій

Тієї Погоні чую звін

Хай несеться навздогін

Стяг мій вільний,

Стяг сміливий 

Стяг біло-червоно-білий

Залунай на весь протяг

Вогняних віків протяг

Є Держава , є Нарід !

Розвивайся і в політ !

Стяг мій вільний,

Стяг сміливий 

Стяг біло-червоно-білий

Стяг мій вільний,

Стяг сміливий 

Стяг біло-червоно-білий.